# Ayuntamiento de West Hollywood
El Ayuntamiento de West Hollywood es un edificio histórico en West Hollywood, en el estado de California (Estados Unidos).

## Importancia arquitectónica
El edificio se completó en 1962. Fue diseñado en estilo arquitectónico modernista. Fue renovado en 1995.

## Controversia de la bandera del arco iris
En un esfuerzo por ser más inclusivo con la comunidad heterosexual, el ayuntamiento votó a favor de retirar la bandera del arco iris del edificio en enero de 2014 Un mes después, acordaron enarbolar una nueva bandera con un logo de arcoíris.